# Bandix Bonken
Bandix (Bøle) Bonken (18. maj 1839 på hallig Grøde - 10. april 1926 i Fartoft-Bolhus) var en nordfrisisk lærer og prædikant.
Bonken blev føft 1839 på småøen Grøde, da det sydlige Slesvig og de nordfrisiske øer endnu hørte under Danmark. Hans forældre flyttede senere over til halligen Nordmarsk-Langenæs, hvor hans far i flere år virkede som ølærer. 1865 blev Bonken selv lærer og degn på øen Amrum. Han var dybt grebet af pietismen, holdt bibelstudier og uddelte pamfleter. På samme tid gik han stærk ind for bevarelsen af det nordfrisiske sprog - på trods af en øjenlidelse, der til sidst førte til blindhed. I 1914 udgav han en sangbog med stykker på hallig- og amrum-frisisk. Den nordfriske sprog anså han for di iasrste sprekk aw de wral (≈verdens første sprog). Bonken fik efterhånden tilnavnet Böle (Bøle≈nordfrisisk for onkel). På Amrum minder et gadenavn om ham.